# موف يونايتد
موف يونايتد هي منظمة أمريكية غير ربحية مكرسة لتعزيز الرياضات البارالمبية بين الشباب والبالغين ذوي الإعاقات الجسدية. تدير المنظمة برامج رياضية بارالمبية مجتمعية من خلال أكثر من 150 فرعًا محليًا في جميع أنحاء البلاد.
تأسست موف يونايتد في عام 2020 نتيجة اندماج منظمتين هما: رياضات المعاقين في الولايات المتحدة، التي تأسست لأول مرة عام 1956 وتتخذ من روكفيل بولاية ماريلاند مقرًا لها، والرياضات التكيفية في الولايات المتحدة، وهي منظمة ثانية تأسست عام 1967. وتعد موف يونايتد عضوًا في اللجنة الأولمبية والبارالمبية الأمريكية.
اعتبارًا من عام 2020، تدير المنظمة برامج تخدم 100,000 مقيم في 43 ولاية. وفي العام نفسه، اندمجت المنظمتان تحت اسم موف يونايتد، مقدمة هوية جديدة صممتها شركة سوبر يونيون. وقد أُعلن عن هدف المنظمة المتمثل في خدمة 90% من سكان الولايات المتحدة من خلال البرامج المحلية بحلول عام 2028، تزامنًا مع الألعاب البارالمبية الصيفية لعام 2028 في لوس أنجلوس.

## منظمة الرياضات التكيفية في الولايات المتحدة
تأسست منظمة الرياضات التكيفية في الولايات المتحدة (وكانت تُعرف سابقًا باسم الجمعية الوطنية لرياضة الكراسي المتحركة، ورياضات الكراسي المتحركة في الولايات المتحدة، ورياضات الكراسي المتحركة والمتحركة في الولايات المتحدة) عام 1956 تحت اسم الجمعية الوطنية لرياضة الكراسي المتحركة، على يد قدامى المحاربين العسكريين ذوي الإعاقة، بهدف المساهمة في إعادة تأهيل المصابين بالحروب العائدين من كوريا.
كانت المنظمة تعتمد في معظمها على العمل التطوعي، حيث عملت بالتعاون مع المنظمات الرياضية المحلية والإقليمية لتطوير وتنظيم فعاليات رياضية معتمدة للشباب والبالغين من ذوي الإعاقة الجسدية. وكانت رسالة المنظمة تتمثل في إشراك وتطوير وتمكين الأفراد ذوي الإعاقة من الانخراط في الرياضات التكيفية من خلال التعليم، والتدريب، والدعم. ومن خلال إنشاء برنامج للتواصل المجتمعي، زادت المنظمة من الفرص المتاحة للأشخاص ذوي الإعاقة وأصبحت بوابة للمسابقات الرياضية متعددة الأنواع على المستويات الإقليمية والوطنية والدولية.
كانت المنظمة ترعى سنويًا بطولة الناشئين للرياضات التكيفية، والتي كانت تُعرف سابقًا باسم بطولة الناشئين الوطنية للإعاقة، وهي أقدم بطولة تُقام بشكل متواصل للرياضيين ذوي الإعاقة الجسدية في الولايات المتحدة.

## التاريخ
تتمتع منظمة الرياضات التكيفية في الولايات المتحدة بتاريخ طويل وحافل في توفير الفرص الرياضية التنافسية للأشخاص ذوي الإعاقة. تأسست المنظمة عام 1956 تحت اسم الجمعية الوطنية لرياضة الكراسي المتحركة. وقد حققت رياضات الكراسي المتحركة في سنواتها الأولى نجاحًا كبيرًا بفضل جهود بنيامين ليبتون، وشركة بولوفا للساعات، ومدرسة بولوفا لصناعة الساعات. كان السيد ليبتون المدير التنفيذي لمدرسة بولوفا لصناعة الساعات، كما شغل منصب رئيس الجمعية الوطنية لرياضة الكراسي المتحركة لمدة 25 عامًا منذ تأسيسها. وقد ضمن السيد ليبتون استمرارية المنظمة في سنواتها الأولى من خلال جعل شركة بولوفا الداعم المالي الأساسي للجمعية.
انبثقت فكرة إنشاء الجمعية الوطنية لرياضة الكراسي المتحركة من رغبة الرياضيين ذوي الإعاقة – وكان العديد منهم من قدامى محاربي الحرب العالمية الثانية – في المشاركة في رياضات غير كرة السلة، وهي الرياضة التي شهدت نموًا سريعًا في أوائل خمسينيات القرن الماضي من خلال الفرق التي كانت ترعاها مستشفيات المحاربين القدامى وجهات إعادة التأهيل الأخرى. وكان الجنرال عمر برادلي من بين القادة الأوائل الذين سعوا لتطوير برامج رياضية لذوي الكراسي المتحركة، وخصوصًا للمحاربين المصابين أثناء الحرب.
في الأيام الأولى، كان العديد من لاعبي كرة السلة على الكراسي المتحركة يعتبرون المشاركة في الرياضات الفردية لذوي الكراسي المتحركة تدريبًا إضافيًا يعزز أدائهم في رياضتهم الأساسية. غير أن برنامج الجمعية الوطنية لرياضة الكراسي المتحركة جذب عددًا أكبر من الرياضيين ذوي الإعاقة بفضل دمجه للنساء والرياضيين المصابين بالشلل الرباعي، وهي فئات لم يكن من السهل استيعابها ضمن رياضة كرة السلة.
أما في أوروبا، فقد تم تقديم أول برنامج منظم لرياضات الكراسي المتحركة عام 1948 على يد جراح الأعصاب الشهير الدكتور لودفيغ غوتمن، مؤسس مركز إصابات العمود الفقري في ستوك ماندفيل بإنجلترا. وشملت أولى ألعاب ستوك ماندفيل ستة وعشرين مشاركًا فقط، وقليلًا من المسابقات (مثل رمي الجلة، ورمي الرمح، ورمي الهراوة، والرماية)، لكن عدد المسابقات والمشاركين سرعان ما شهد نموًا ملحوظًا.
في عام 1952، تمت دعوة فريق من هولندا للتنافس مع الفريق البريطاني. وقد كانت هذه أول ألعاب ستوك ماندفيل الدولية، وهو الحدث الذي يُعتبر بشكل عام النواة الأولى لدورة الألعاب البارالمبية الحالية.
تركزت جهود الجمعية الوطنية لرياضة الكراسي المتحركة، ولاحقًا رياضات الكراسي المتحركة في الولايات المتحدة، خلال العقود الأربعة الأولى على توفير فرص الرياضات التنافسية فيما يُعرف بـ "الرياضات الأساسية" للأفراد الذين يستخدمون الكراسي المتحركة للتنقل.
بعد انتهاء فترة رئاسة السيد ليبتون، تم نقل المكتب الوطني للجمعية الوطنية لرياضة الكراسي المتحركة إلى كولورادو سبرينغز في عام 1982، في محاولة للتقرب من الهيئات الوطنية المنظمة للرياضات الأساسية المعترف بها من قِبل اللجنة الأولمبية الأمريكية. وخلال هذه الفترة، لعبت الجمعية دورًا رئيسيًا في إدراج الرياضات التنافسية للرياضيين ذوي الإعاقة على الساحة الدولية، وذلك من خلال الترويج لسلسلة من الفعاليات الاستعراضية في سباقات المضمار للكراسي المتحركة خلال دورة الألعاب الأولمبية لعام 1984 في لوس أنجلوس.
منذ بداياتها وحتى اليوم، كانت منظمة الرياضات التكيفية في الولايات المتحدة تُدار وتُطوَّر من قبل رياضيين على الكراسي المتحركة وعشاق رياضات الكراسي المتحركة أنفسهم، وهم أشخاص لديهم فهم مباشر لقيمة المشاركة.
بشكل عام، لا تلبي الشبكة الواسعة من البرامج الرياضية المتاحة للأشخاص غير ذوي الإعاقة، سواء من خلال نظامنا التعليمي أو هيئات الترفيه المجتمعية، احتياجات الرياضيين ذوي الإعاقة. وبدلًا من ذلك، كان الرياضي ذو الإعاقة – باستثناء حالات نادرة – يطور بنفسه موارده وفرصه الرياضية، بدءًا من القواعد والهياكل التنظيمية (مثل منظمة الرياضات التكيفية في الولايات المتحدة) وصولًا إلى تمويل السفر والمعدات وغيرها من نفقات المنافسات.
يشارك عشاق الرياضات التكيفية في جميع مستويات اتخاذ القرار داخل المنظمة وجمعياتها التابعة. كما بقيت المنظمة في جوهرها قائمة على العمل التطوعي، معتمدة على طاقة والتزام الأشخاص الذين يستفيدون أيضًا من برامجها.
وغالبًا ما توصف الرياضات التكيفية بأنها من أكثر المشاريع الرياضية صدقًا، لأن الرياضيين فيها يتنافسون ويطورون فرصهم الرياضية من أجل القيمة الجوهرية للمشاركة، وليس من أجل عقود احترافية أو مكافآت مالية.
لقد تحققت أحلام العديد من الرياضيين بفضل جهود وإخلاص رواد مثل الدكتور غوتمن وليبتون، إلى جانب عدد لا يحصى من المنظمين والمتطوعين والأصدقاء والداعمين للرياضات التكيفية في جميع أنحاء الولايات المتحدة والعالم. ومع تزايد الوعي العام، فإن مستقبل المنافسات الرياضية التكيفية يبدو واعدًا ومشرقًا.
في عام 1994، تم تغيير اسم المنظمة إلى "رياضات الكراسي المتحركة في الولايات المتحدة" ليعكس بشكل أدق مهمة المنظمة. وبسبب حلّ عدة منظمات رياضية للمعاقين كانت تمثل مصالح رياضية لفئات محددة من ذوي الإعاقة، بما في ذلك منظمات تمثل الرياضيين المصابين بالشلل الدماغي وفئة "الآخرين"، وجدت رياضات الكراسي المتحركة في الولايات المتحدة أن مهمتها قد تغيرت بشكل كبير، من توفير فرص رياضية للأشخاص مستخدمي الكراسي المتحركة إلى العمل كمنظمة شاملة للرياضات التنافسية لجميع الأشخاص ذوي الإعاقة، سواء القادرين على المشي أو غير القادرين.
ونتيجة لذلك، تم تغيير اسم المنظمة في عام 2010 إلى "رياضات الكراسي المتحركة والمتحركة في الولايات المتحدة"، ثم في عام 2015 إلى "الرياضات التكيفية في الولايات المتحدة" في محاولة لوصف المهمة المتطورة للمنظمة بشكل أفضل.
وفي هذه الفترة أيضًا، دخلت الرياضات التكيفية في الولايات المتحدة في علاقة رسمية مع "الاتحاد الدولي لرياضات الكراسي المتحركة والمتحركة"، وهو امتداد للاتحاد الدولي لرياضات الكراسي المتحركة في ستوك ماندفيل. وبفضل هذه العلاقة، تمكنت المنظمة من توفير آلية لخلق فرص تنافسية ذات جودة عالية للرياضيين الذين يسعون لإثبات أنفسهم على الساحة الدولية. وما زالت هذه العلاقة مستمرة حتى اليوم.
نجحت منظمة الرياضات التكيفية في الولايات المتحدة في تنظيم أبرز حدث رياضي تنافسي للرياضيين الناشئين (من 6 إلى 22 عامًا) من ذوي الإعاقة في الولايات المتحدة بشكل متواصل منذ عام 1984. يُعرف هذا الحدث حاليًا باسم "البطولة الوطنية للناشئين للرياضات التكيفية" (وكان يُعرف سابقًا باسم "بطولة الناشئين الوطنية للإعاقة")، وقد حمل عدة أسماء خلال ما يقارب 30 عامًا من وجوده.
تُقام البطولة الوطنية للناشئين على مدى أسبوع كامل، وتتضمن مسابقات متنوعة مثل الرماية بالقوس، ورفع الأثقال، والسباحة، وتنس الطاولة، وألعاب القوى، بالإضافة إلى رياضات أخرى.

## البطولة الوطنية للناشئين للرياضات التكيفية
تُعد البطولة الوطنية للناشئين منصة للرياضيين الشباب لاستعراض قدراتهم من خلال الرياضة، وتعزيز النشاط البدني والتواصل الاجتماعي. بالإضافة إلى ذلك، تُعد البطولة فرصة للأفراد للتقدم ضمن المسار الرياضي الذي قد يقودهم يومًا ما إلى المنافسة على المستوى الدولي والمشاركة في الألعاب البارالمبية.
بدأت البطولة الوطنية للناشئين عام 1984 بثلاث مسابقات معتمدة للرياضيين على الكراسي المتحركة الذين تتراوح أعمارهم بين 7 و19 عامًا، وأصبحت اليوم أكبر حدث سنوي متعدد الرياضات للناشئين من ذوي الإعاقات الجسدية و/أو البصرية في الولايات المتحدة.
تُقام البطولة في مدينة مختلفة كل عام خلال شهر تموز، مما يتيح للرياضيين فرصة استكشاف مناطق متنوعة من البلاد، ويساهم في الحفاظ على تكاليف السفر بشكل متوازن، كما يمنح المنظمين المحليين فرصة لاكتساب الخبرة في إدارة الفعاليات وبناء إرث مستدام.
فيما يلي تاريخ المدن المستضيفة للبطولة:
```
1984 دوفر، ديلاوير
 1985 فيشرزفيل، فيرجينيا
 1986 فالي فورج، بنسلفانيا
 1987 لورنسفيل، نيوجيرسي
 1988 جونسون سيتي، تينيسي
 1989 كوبرتينو، كاليفورنيا، كلية دي أنزا
 1990 فورت كولينز، كولورادو جامعة ولاية كولورادو
 1991 برينستون، نيوجيرسي جامعة برينستون
 1992 أورلاندو، فلوريدا ديزني وورلد
 1993 كولومبوس، أوهايو جامعة ولاية أوهايو
 1994 إدموند، جامعة أوكلاهوما المركزية
 1995 فورت كولينز، كولورادو جامعة ولاية كولورادو
 1996 برمنغهام، ألاباما جامعة سامفورد
 1997 ميسا، أريزونا مدرسة ميسا الثانوية
 1998 بلفيو، واشنطن              
 1999 ألباكركي، نيو مكسيكو 
 2000 سان خوسيه، كاليفورنيا جامعة ولاية سان خوسيه
 2001 بيسكاتاواي، نيوجيرسي جامعة روتجرز
 2002 نيو لندن، كونيتيكت          
 2003 نيو لندن، كونيتيكت
 مدرسة ماونتن فيو الثانوية، ميسا، أريزونا 2004
 2005 تامبا، فلوريدا
 2006 تامبا، فلوريدا
 2007 سبوكان، واشنطن
 2008 بيسكاتاواي، نيوجيرسي جامعة روتجرز
 2009 سانت لويس، ميسوري
 2010 بحيرة فورست، إلينوي
 2011 ساجينو، ميشيغان جامعة ولاية ساجينو
 2012 ميسا، أريزونا كلية مجتمع ميسا
 2013 روتشستر، مينيسوتا
 2014 أميس، جامعة ولاية آيوا
 2015 إيسلين، نيوجيرسي
 مدرسة ميدلتون الثانوية، ويسكونسن، 2016
 2017 ميدلتون، ويسكونسن مدرسة ميدلتون الثانوية
 2018 فورت واين، إنديانا مؤسسة تيرنستون
 مدرسة إيدن برايري الثانوية في بلومنجتون، مينيسوتا، 2019
```

تضم منظمة الرياضات التكيفية في الولايات المتحدة ثلاث مناطق (الغربية، والوسطى، والشرقية) تتكون من الفروع الأعضاء التابعة لها، حيث يتم تقسيم الولايات المتحدة بهدف تنسيق ودعم وتنفيذ البطولات المحلية والإقليمية، والبطولات المعتمدة المؤهلة، بالإضافة إلى ورش العمل والعيادات التدريبية للرياضيين والمدربين من أجل تطوير المهارات والمعرفة.
كما تقدم المنظمة الدعم والاستشارات لاتحادات المدارس الثانوية والمؤتمرات والمدارس الراغبة في توفير فرص رياضية شاملة لطلابها الرياضيين في مجالات مثل الرماية بالقوس، ورفع الأثقال، والسباحة، وتنس الطاولة، وألعاب القوى.
| الرياضة التكيفية في الولايات المتحدة الأمريكية | المجالس الإقليمية (الشرقية، الوسطى، الغربية) | الفروع المحلية                                                      |                                                                     |
| الرياضة التكيفية في الولايات المتحدة الأمريكية | الهيئات الحاكمة الوطنية                      | ألعاب القوى                                                         | ألعاب القوى                                                         |
| الرياضة التكيفية في الولايات المتحدة الأمريكية | اللجان الفنية الرياضية                       | الرماية رفع الأثقال سباحة كرة الطاولة بندقية هوائية مسدس هوائي سياج | الرماية رفع الأثقال سباحة كرة الطاولة بندقية هوائية مسدس هوائي سياج |

## منظمة الرياضات لذوي الإعاقة في الولايات المتحدة
تأسست منظمة الرياضات لذوي الإعاقة في الولايات المتحدة عام 1967 تحت اسم الجمعية الوطنية للمتزلجين من ذوي البتر؛ وكان من بين مؤسسيها جيم وينثرز، وهو جندي مبتور الأطراف وقدم في فرقة الجبل العاشرة.

## الأنشطة
توفر موف يونايتد العديد من البرامج الوطنية للأفراد ذوي الإعاقات الجسدية، وتشمل:

### فعالية سكي سبيكتاكولار
تُقام هذه الفعالية سنويًا منذ عام 1987، وتُعتبر واحدة من أكبر الفعاليات الرياضية الشتوية للأشخاص ذوي الإعاقة في البلاد، حيث يشارك فيها أكثر من 700 مشارك تتفاوت قدراتهم بين متزلجين للمرة الأولى وأعضاء فريق التزلج الوطني الأمريكي للألعاب البارالمبية في التزلج الألبي.
يشارك المشاركون من جميع الأعمار في رياضات الثلج التي تُتاح لهم من خلال استخدام معدات تكيفية، بالإضافة إلى دعم المتخصصين المعتمدين والمتطوعين.
تساعد البرامج المقدمة في فعالية هارتفورد سكي سبيكتاكولار على تعزيز وتوسيع برامج التزلج التكيفية في المجتمعات في جميع أنحاء الولايات المتحدة؛ كما تعمل على تحديد وتدريب الشباب والمحاربين الجرحى وغيرهم من ذوي الإعاقات، بما في ذلك أولئك الذين يسعون للمشاركة في الألعاب البارالمبية الشتوية؛ وتُساعد الفروع المحلية لمنظمة الرياضات لذوي الإعاقة في تحسين خدماتها.
كما يشمل الحدث أسبوعًا من تدريبات سباقات التزلج، برعاية الألعاب البارالمبية الأمريكية، لإعداد الرياضيين للمشاركة في الألعاب البارالمبية.

### برنامج موف يونايتد وورفايتر
يقدم برنامج موف يونايتد وورفايتر برامج إعادة التأهيل الرياضي في المستشفيات العسكرية، بما في ذلك المركز الطبي الوطني العسكري والتر ريد، ومركز الجيش الطبي بروك، والمركز الطبي البحري في سان دييغو، بالإضافة إلى المجتمعات في جميع أنحاء الولايات المتحدة من خلال شبكة وطنية تضم أكثر من 150 فرعًا مجتمعيًا. يهدف برنامج موف يونايتد وورفايتر إلى إعادة بناء حياة المحاربين من خلال الرياضة عبر تعزيز الثقة بالنفس، وتشجيع الاستقلالية، وتوحيد العائلات من خلال أنشطة صحية مشتركة.
يقدم البرنامج أكثر من 50 رياضة شتوية وصيفية في أكثر من 100 فعالية سنويًا، موجهة للأعضاء المصابين في القوات المسلحة الأمريكية الذين يعانون من بتر الأطراف، وإصابات الدماغ الرضحية، وإصابات الحبل الشوكي، والإعاقات البصرية، والأضرار الشديدة في الأعصاب والعضلات. في عام 2013، تم توفير فرص ممارسة الرياضات التكيفية لأكثر من 1,500 من المحاربين الجرحى بشدة.

### مجلة التحدي
مجلة التحدي، التي تُنشر ثلاث مرات سنويًا لأكثر من عشر سنوات، تقدم لأكثر من 35,000 مشترك آخر الأخبار والمقالات المتعلقة بالرياضات الخاصة بالأشخاص ذوي الإعاقة.

## استطلاع هاريس يؤكد فعالية الرياضات التكيفية
في عام 2009، كلفت منظمة موف يونايتد شركة هاريس إنترأكتيف بإجراء دراسة بين البالغين الأمريكيين ذوي الإعاقات الجسدية لاستكشاف مواقف وسلوكيات الأشخاص ذوي الإعاقة تجاه الرياضة والترفيه. وأظهرت الدراسة أن المشاركة في الأنشطة الرياضية تساعد بشكل ملموس في تحسين الصحة والسعادة وفرص العمل.
وكان أهم ما خلص إليه الاستطلاع، الذي شمل 1000 شخص من ذوي الإعاقة، هو أن "الأشخاص ذوي الإعاقة الذين يشاركون بنشاط في الرياضة هم أكثر عرضة للتوظيف، ويعتقدون أن النشاط البدني ساعدهم على التقدم في وظائفهم، ويعيشون نمط حياة أكثر صحة. كما أنهم يعبرون عن رضا أكبر عن حياتهم، ويظهرون تواصلًا اجتماعيًا أفضل ونظرة إيجابية تجاه مستقبلهم."

## الجوائز
تدير موف يونايتد ثلاث جوائز وطنية للأفراد أو المؤسسات التي حققت إنجازات بارزة في مجال الرياضات لذوي الإعاقة.
جائزة قاعة مشاهير التزلج لذوي الإعاقة الوطنية
تعترف جائزة قاعة مشاهير التزلج لذوي الإعاقة بالأفراد المتميزين الذين ساهموا بشكل كبير في تطوير التزلج لذوي الإعاقة، وتنقسم إلى فئتين: التزلج الترفيهي والتنموي، والتزلج التنافسي.
في فئة التزلج الترفيهي والتنموية، تُمنح الجائزة للفرد الذي يمتلك خبرة لا تقل عن خمس سنوات في مجال التزلج لذوي الإعاقة، وقدم إسهامات كبيرة تشمل تقنيات مبتكرة، معدات متخصصة، تطوير برامج، التعليم، أو العلاقات العامة.
أما في فئة التزلج التنافسي، فتُمنح الجائزة للمشارك أو المدرب الذي نشط في سباقات التزلج لذوي الإعاقة لمدة لا تقل عن ثلاث سنوات. ويتم النظر في نتائج السباقات، والمشاركة في الفرق، والتقنيات التدريبية المبتكرة، والترويج للفعاليات. يجب أن يكون المتسابقون والمدربون المتنافسون قد تقاعدوا عن المشاركة الفعالة في السباقات أو التدريب لمدة لا تقل عن ثلاث سنوات قبل الترشيح.
| سنة      | مسابقة                    | الترفيه/التطوير                                 |
| -------- | ------------------------- | ----------------------------------------------- |
| 2018     | ويلي ستيوارت              | جون هومبريشت                                    |
| 2017     | ماري ريدل                 | جيف كريل                                        |
| 2016     | جون "جيه كيه" كريميلمير   | كيرستن أتكينز                                   |
| 2015     | بريان سانتوس، راي واتكينز | بيل بونيس                                       |
| 2014     | كانديس كابل               | كاثرين هايز رودريجيز                            |
| 2013     | جيسون لالا                | جين جامبر                                       |
| 2012     | مافي ديفيس                | كاثي تشاندلر                                    |
| 2011     | مونتي مايرز               | الدكتور بوب هارني                               |
| 2010     | سارة ويل                  | ميتش وايت                                       |
| 2009     | ستيف كوك                  | بوب ميسيرف                                      |
| 2008     | سارة بيلماير              | بوبي بالم                                       |
| 2007     | جريج مانينو               | بيتر أكسلسون                                    |
| 2006     | كريس واديل                | ساندي ترومبيتا                                  |
| 2003     | جيم مارتينسون             | بيث فوكس، دوغ كيل                               |
| 2001     | فريد تاسوني               | جوين ألارد، دكتور دوان ميسنر، دكتور فراند تشانغ |
| عام 2000 | داني بافباف               | نوربرت فيشر                                     |
| 1999     | شانون بلويدل              | دولي أرمسترونج                                  |
| 1998     | ديفيد جاميسون             | رود هيرنلي                                      |
| 1997     | دوغ برينجل                | هال أوريلي                                      |
| 1996     | جاك بينيديك               | جيم وينثرز وبول ليمكوهلر                        |
| 1995     | ديانا جولدن               | ويلي ويليامز                                    |

### جائزة جيم وينثرز للتطوع
تكرم جائزة جيم وينثرز للتطوع الإسهامات الحياتية والإنجازات المهمة في دعم رسالة منظمة موف يونايتد. يشترط في المرشحين لهذه الجائزة أن يكونوا قد قدموا ما لا يقل عن عشر سنوات من الخدمة في منظمة الرياضات لذوي الإعاقة في الولايات المتحدة أو في أحد فروعها.
تم تسمية الجائزة تكريمًا لجيم وينثرز، وهو محارب قديم في الحرب العالمية الثانية وكان عضوًا في فرقة الجبل العاشرة الأمريكية – المعروفة بـ "فرقة التزلج العاشرة" – وهي مجموعة نخبوية تم تدريبها خصيصًا للقتال في المناطق الجبلية.
أصبح جيم وينثرز رائدًا في تعليم التزلج التكيفي، حيث بدأ بتعليم صديقين فقدا أطرافهما في الحرب، وتعليمهما التزلج باستخدام ساق واحدة وتقنيات اكتسبها في أوروبا. وبمساعدة محاربين قدامى آخرين، أسس جيم وينثرز منظمة الرياضات لذوي الإعاقة في الولايات المتحدة عام 1967.
| سنة      | الحائز على الجائزة                    |
| -------- | ------------------------------------- |
| 2019     | سوزان هودر                            |
| 2018     | مارك كولزر                            |
| 2017     | ستيف جودوين                           |
| 2016     | إيرل جونسون                           |
| 2015     | توني سانتيلي                          |
| 2014     | توم تريفيثيك                          |
| 2013     | ليز كرافيرو                           |
| 2012     | آل كاي                                |
| 2011     | مايك "ميلتي" ميلتنر                   |
| 2010     | مايكل زوكرمان                         |
| 2009     | بيل بونيس                             |
| 2008     | الدكتور بوب هارني                     |
| 2007     | بارت ديكر                             |
| 2006     | بيل ديمبي                             |
| 2005     | جون وكاثي ساروبي                      |
| 2004     | بيث فوكس                              |
| 2003     | سوزان ميشالسكي                        |
| 2002     | بوب غيريرو                            |
| 2001     | ساندي ترومبيتا                        |
| عام 2000 | كاثرين هايز رودريجيز                  |
| 1999     | جوين ألارد                            |
| 1997     | مايك هوليت                            |
| 1996     | جيمس فولتز                            |
| 1995     | جيمس ثويت                             |
| 1994     | دوغ ساتو                              |
| 1992     | هال أوريلي                            |
| 1991     | جان موريسي                            |
| 1990     | رود هيرنلي                            |
| 1989     | فريد تاسوني                           |
| 1988     | إد لوكس ومتطوعو الخطوط الجوية المتحدة |
| 1987     | ماري وإيرل بلامر                      |
| 1986     | الدكتور دوان ميسنر                    |
| 1985     | ديفيد سبنسر                           |
| 1984     | جاك بينيديك                           |
| 1983     | بن ألين                               |
| 1982     | بول ليمكوهلر                          |
| 1981     | جيري جروسوالد                         |
| 1980     | بيل ستيلر                             |

### جائزة الدكتور روبرت هارني للقيادة
تُمنح جائزة الدكتور روبرت هارني للقيادة سنويًا لتكريم شركة أو منظمة أو فرد أظهر قيادة استثنائية في حركة الرياضات التكيفية. كان "الدكتور بوب" رائدًا في الرياضات التكيفية وقائدًا لا يكل في مجال الألعاب البارالمبية على المستويات المحلية والوطنية والدولية. كما كان مبتكرًا في تصنيف الرياضيين ذوي الإعاقات طبيًا على الصعيدين الوطني والدولي.
بصفته متطوعًا، شارك هارني في فريق التصنيف الطبي الدولي للألعاب البارالمبية في رياضات التزلج الألبي وركوب الدراجات، وحضر جميع الألعاب الشتوية والصيفية منذ عام 1998. كما كان دكتور بوب مدرب تزلج محترف وجراح عظام يمارس عمله بدوام كامل في بوسطن، وكان طبيب فريق مكرس في مدرستي وينثروب وملروز الثانوية في مسقط رأسه وينثروب، ماساتشوستس، لأكثر من 20 عامًا.
| سنة  | الحائز على الجائزة                                                            |
| ---- | ----------------------------------------------------------------------------- |
| 2018 | مؤسسة ليكشور                                                                  |
| 2017 | وزارة شؤون المحاربين القدامى الأمريكية                                        |
| 2016 | روبرت "بوب" ميسيرف                                                            |
| 2015 | مدربي التزلج المحترفين في أمريكا - الرابطة الأمريكية لمدربي التزلج على الجليد |
| 2014 | هوكي الولايات المتحدة الأمريكية                                               |
| 2013 | الروح التكيفية                                                                |
| 2012 | هارتفورد                                                                      |

## فيديو
- فيديو NBC News عن الرياضة لذوي الاحتياجات الخاصة في الولايات المتحدة الأمريكية
- فيديو أخبار شبكة سي بي إس عن الرياضة لذوي الاحتياجات الخاصة في الولايات المتحدة الأمريكية
- فيديو CNN للرياضة لذوي الاحتياجات الخاصة في الولايات المتحدة الأمريكية
- فيديو أخبار شبكة سي بي إس عن الرياضة لذوي الاحتياجات الخاصة في الولايات المتحدة الأمريكية
- فيديو يونيفرسال سبورتس لرياضة المعوقين في الولايات المتحدة الأمريكية
- فيديو صحيفة دنفر بوست عن الرياضة لذوي الاحتياجات الخاصة في الولايات المتحدة الأمريكية

## روابط خارجية
- الموقع الرسمي

1. ↑  GRID Release 2017-05-22 (ط. 2017-05-22)، 22 مايو 2017، DOI:10.6084/M9.FIGSHARE.5032286، QID:Q30141628
2. ↑  A.G. Sulzberger, "Accustomed to Wheels, Thrill-Seeking Injured Veterans Take Wing", The New York Times, September 3, 2011 نسخة محفوظة 2024-01-24 على موقع واي باك مشين.
3. ↑  Jamie Francisco, "Wheelchair hockey teams bash with the best", Chicago Tribune, April 27, 2006 نسخة محفوظة 2025-01-17 على موقع واي باك مشين.
4. ↑  Jay Apperson, "Disabled athletes play hard", Baltimore Sun, December 14, 1999 نسخة محفوظة 2025-06-11 على موقع واي باك مشين.
5. 1 2 3  "Disabled Sports USA and Adaptive Sports USA merge under new name". Inside the Games. 5 مايو 2020. مؤرشف من الأصل في 2025-02-20. اطلع عليه بتاريخ 2020-06-02.
6. ↑  Megan Crandall, "BLM Enters Into Memorandum of Understanding with Disabled Sports USA" نسخة محفوظة 2017-01-27 على موقع واي باك مشين., US Bureau of Land Management Press Release, December 24, 2011
7. ↑  "WASUSA History". www.tswaa.com. مؤرشف من الأصل في 2025-06-19. اطلع عليه بتاريخ 2018-09-07.
8. ↑  "History of Wheelchair Basketball". IWBF - International Wheelchair Basketball Federation (بالإنجليزية الأمريكية). 11 Jan 2018. Archived from the original on 2024-05-19. Retrieved 2018-09-07.
9. ↑  "Chapter Directory". Adaptive Sports USA (بالإنجليزية الأمريكية). 23 May 2017. Archived from the original on 2022-07-05. Retrieved 2018-09-07.
10. ↑  Luigi, Arthur Jason De (18 Sep 2017). Adaptive Sports Medicine: A Clinical Guide (بالإنجليزية). Springer. ISBN:978-3-319-56568-2. Archived from the original on 2025-05-21.
11. ↑  "Achieve Tahoe Celebrates 50 Years". Tahoe Quarterly (بالإنجليزية الأمريكية). 1 Dec 2017. Archived from the original on 2025-06-17. Retrieved 2020-06-02.
12. ↑  Betta Ferrendelli, "DSUSA Ski Spectacular Draws 700 Participants", O & P Edge, February, 2012 نسخة محفوظة 2013-10-07 على موقع واي باك مشين.
13. ↑  Connie Lawn, "Preview of the Hartford Ski Spectacular 2011", The Huffington Post, November 28, 2011 نسخة محفوظة 2016-12-29 على موقع واي باك مشين.
14. ↑  Clayton Culp, "Organization's mission: 'We use sports to rebuild lives' ", Knoxville News Sentinel, December 12, 2010 نسخة محفوظة 2014-02-27 على موقع واي باك مشين.
15. ↑  Barb Berggoetz, "Ind. State Fair stage collapse victim learned to persevere", The USA Today, December 12, 2011 نسخة محفوظة 2012-06-03 على موقع واي باك مشين.
16. ↑  Michael Myser, "Open Source for the Slopes", Wired Magazine, December 11, 2003
17. ↑  Bill Redeker, "Iraq War Amputees Ski Toward Recovery", ABC News, April 4, 2004 نسخة محفوظة 2025-05-20 على موقع واي باك مشين.
18. ↑  Anne Lang, "Saved By Friendship", People Magazine, February 9, 2004 نسخة محفوظة 2016-03-03 على موقع واي باك مشين.
19. ↑  Alecia Acuna, "Wounded warriors hit the slopes" نسخة محفوظة 2011-10-20 على موقع واي باك مشين., FOX News, December 10, 2010
20. ↑  O&P Edge Editor, "Three Amputee Veterans Summit Kilimanjaro", The O&P Edge, August 13, 2010 نسخة محفوظة 2016-07-20 على موقع واي باك مشين.
21. ↑  The Columbian, "Hood to Coast is worth the pain - Wounded warriors find reward in the grueling relay race", The Columbian, September 4, 2012 نسخة محفوظة 2025-05-16 على موقع واي باك مشين.
22. ↑  Challenge Magazine - Move United website
23. ↑  David Krane, "Sports and Employment Among People with Disabilities", Harris Interactive, February 12, 2009 نسخة محفوظة 2013-01-30 على موقع واي باك مشين.
24. ↑  Testimony of Julia Ray, "Meeting the Needs of Injured Veterans in the Military Paralympic Program" نسخة محفوظة 2012-05-01 على موقع واي باك مشين., House Committee on Veterans Affairs, July 29, 2009
25. ↑  O&P Edge Editor, "DSUSA Participants Have Doubled Employment Rates", The O&P Edge, May 20, 2009 نسخة محفوظة 2023-02-06 على موقع واي باك مشين.
26. 1 2 3 4 5 6  Adaptive Sports Awards نسخة محفوظة 2025-05-21 على موقع واي باك مشين.
27. ↑  Bob Thompson, "Cable Industry Organization Adadptive Spirit Honored By Disabled Sports USA", Adaptive Spirit Press Release, December 10, 2013 نسخة محفوظة 2024-03-03 على موقع واي باك مشين.